# Henry Beauchamp (1425-1446)
Henry Beauchamp, XIV conde y I duque de Warwick (22 de marzo de 1424/5–11 de junio de 1446) fue un noble inglés.
Hijo de Richard Beauchamp, XIII conde de Warwick e Isabel le Despenser. En 1434, Henry se casó con Cecily Neville, hija mayor de Ricardo Neville, V duque de Salisbury y Alice Montagu.
Sucedió a su padre como XIV conde de Warwick a la muerte de este en 1439. Su amistad de la infancia con Enrique VI y los servicios militares del padre del conde hicieron que se ganase el favor real: En 1444 fue nombrado primer conde del reino, y el 14 de abril de 1445 fue nombrado duque de Warwick, y le nombró el bosque de Feckenham.
Como duque de Warwick, solo fue precedido por el duque de Norfolk. Esta preferencia protocolaria, creó una disputa con el duque de Buckingham, quien había sido desplazado; no obstante, la discusión no necesitó zanjarse, pues antes de que esto ocurriera el duque de Warick falleció sin herederos varones que le sucedieran en junio de 1446. Se dice que fue coronado rey de la Isla de Wight en 1444 por el rey Enrique para equipararle a sí mismo, aunque se considera que esta anécdota no tiene base histórica.
A su muerte, el condado fue heredado por su hija de dos años, Anne Beauchamp, XV condesa de Warwick (4 de febrero de 1443/4-3 de enero de 1449), la cual murió tres años más tarde, dejando a las hermanas de Henry como posibles herederas  Finalmente, se declaró heredera a su hermana completa, Anne Beauchamp, XVI condesa de Warwick, esposa de Richard Neville, hijo de Richard Neville, V conde de Salisbury, y hermano de la duquesa viuda de Warwick; las otras hermanas fueron privadas de heredar lo de su hermano, pues eran hijas de distintas madres, y se necesitaba ser pariente de forma completa para poder heredar según la legislación de la época.